# Delia oppidans
Delia oppidans är en tvåvingeart som först beskrevs av Huckett 1929.  Delia oppidans ingår i släktet Delia och familjen blomsterflugor.
Artens utbredningsområde är British Columbia. Inga underarter finns listade i Catalogue of Life.